# Copa Sudamericana 2012
La Copa Sudamericana de Conmebol 2012, denominada por motivos comerciales Copa Bridgestone Sudamericana 2012, fue la decimoprimera edición del torneo organizado por la Confederación Sudamericana de Fútbol, en la que participaron equipos de diez países: Argentina, Bolivia, Brasil, Chile, Colombia, Ecuador, Paraguay, Perú, Uruguay y Venezuela.
El sorteo de la primera y segunda fase se realizó el 29 de junio de 2012 en el Centro de Convenciones de la Confederación Sudamericana de Fútbol, situado en Luque, Paraguay.
El campeón fue São Paulo, de Brasil, que superó en una polémica final a Tigre, de Argentina, luego que el conjunto argentino decidiera no presentarse en el campo de juego para el segundo tiempo, dándole, la Conmebol, ganado el partido y por ende el título al conjunto Paulista. Por ello, disputó la Recopa Sudamericana 2013 contra Corinthians, campeón de la Copa Libertadores 2012, y la Copa Suruga Bank 2013 ante Kashima Antlers, vencedor de la Copa J. League 2012. Además, clasificó a los octavos de final de la Copa Sudamericana 2013, y a la primera fase de la Copa Libertadores 2013.

## Novedades
En esta edición, las federaciones de fútbol de Bolivia, Chile, Colombia, Ecuador, Paraguay, Perú, Uruguay y Venezuela contaron con un cupo adicional a los tres que tenían en años anteriores. No se aumentaron los cupos para Argentina y Brasil porque, siendo las asociaciones con mayor cantidad de plazas, se consideró que tales cantidades eran adecuadas.

## Formato
El torneo se desarrolló plenamente bajo un formato de eliminación directa, donde cada equipo enfrentaba a su rival de turno en partidos de ida y vuelta. El último campeón accedió automáticamente a los octavos de final, mientras que los restantes 46 debieron disputar las dos fases clasificatorias. De allí salieron los últimos 15 clasificados a las fases finales, compuestas por los octavos de final, los cuartos de final, las semifinales y la final, en la que se declaró al campeón. Como criterios de desempate en caso de igualdad de puntos y diferencia de goles al finalizar los dos encuentros de una llave, hasta las semifinales inclusive, se aplicaron la regla del gol de visitante y los tiros desde el punto penal. En las finales, no rigió la reglamentación de los goles fuera de casa, y frente a la igualdad de puntos y goles, previo a la definición por penales, se disputó una prórroga de 30 minutos.
|                            |                            | Equipos que entran en esta fase                                                       | Equipos que provienen de la fase anterior    |
| -------------------------- | -------------------------- | ------------------------------------------------------------------------------------- | -------------------------------------------- |
| Primera fase (32 equipos)  | Primera fase (32 equipos)  | - 4 equipos de Bolivia, Chile, Colombia, Ecuador, Paraguay, Perú, Uruguay y Venezuela |                                              |
| Segunda fase (30 equipos)  | Segunda fase (30 equipos)  | - 8 equipos de Brasil - 6 equipos de Argentina                                        | - 16 equipos clasificados de la Primera fase |
| Fases finales (16 equipos) | Fases finales (16 equipos) | - 1 equipo, campeón de la Copa Sudamericana 2011                                      | - 15 equipos clasificados de la Segunda fase |

## Distribución cupos
| País                            | Cupos | fases finales | Segunda fase | Primera fase |
| ------------------------------- | ----- | ------------- | ------------ | ------------ |
| Brasil                          | 8     | –             | 8            | -            |
| Argentina                       | 6     | –             | 6            | -            |
| Bolivia                         | 4     | –             | –            | 4            |
| Chile                           | 4     | -             | –            | 4            |
| Colombia                        | 4     | -             | –            | 4            |
| Ecuador                         | 4     | –             | –            | 4            |
| Paraguay                        | 4     | –             | –            | 4            |
| Perú                            | 4     | –             | –            | 4            |
| Uruguay                         | 4     | -             | –            | 4            |
| Venezuela                       | 4     | –             | –            | 4            |
| Fase anterior                   | –     | 15            | 16           | –            |
| Campeón de la Copa Sudamericana | 1     | 1             | –            | –            |
| Total                           | 47    | 16            | 30           | 32           |

## Equipos participantes
En cursiva los equipos debutantes en el torneo.
| País                            | Equipo                                                                             | Vía de clasificación |
| ------------------------------- | ---------------------------------------------------------------------------------- | --- |
| Argentina 6 cupos               | Independiente Racing Club Tigre Argentinos Juniors Colón Boca Juniors              | Mejor equipo ubicado en la tabla sumatoria del año 2011 no participante de la Copa Libertadores 2012 2.º mejor equipo ubicado en la tabla sumatoria del año 2011 no participante de la Copa Libertadores 2012 3.º mejor equipo ubicado en la tabla sumatoria del año 2011 no participante de la Copa Libertadores 2012 4.º mejor equipo ubicado en la tabla sumatoria del año 2011 no participante de la Copa Libertadores 2012 5.º mejor equipo ubicado en la tabla sumatoria del año 2011 no participante de la Copa Libertadores 2012 Campeón de la Copa Argentina 2011-12 |
| Bolivia 4 cupos                 | Oriente Petrolero Universitario de Sucre Aurora Blooming                           | 3.º puesto del Torneo Adecuación 2011 Subcampeón del Torneo Apertura 2011 Cuartofinalista del Torneo Apertura 2011 5.º puesto del Torneo Clausura 2012 |
| Brasil 8 cupos                  | São Paulo Figueirense Coritiba Botafogo Palmeiras Grêmio Atlético Goianiense Bahia | 6.º puesto del Campeonato Brasileño de 2011 7.º puesto del Campeonato Brasileño de 2011 8.º puesto del Campeonato Brasileño de 2011 9.º puesto del Campeonato Brasileño de 2011 11.º puesto del Campeonato Brasileño de 2011 12.º puesto del Campeonato Brasileño de 2011 13.º puesto del Campeonato Brasileño de 2011 14.º puesto del Campeonato Brasileño de 2011 |
| Chile 4 cupos + campeón vigente | Universidad de Chile Universidad Católica Cobreloa O'Higgins Deportes Iquique      | Campeón de la Copa Sudamericana 2011 Campeón de la Copa Chile 2011 2.º puesto de la fase regular del Torneo Clausura 2011 2.º puesto de la fase regular del Torneo Apertura 2012 3.º puesto de la fase regular del Torneo Apertura 2012 |
| Colombia 4 cupos                | Millonarios Envigado Deportes Tolima La Equidad                                    | Campeón de la Copa Colombia 2011 Mejor equipo ubicado en la Reclasificación 2011 no participante de la Copa Libertadores 2012 2.º mejor equipo ubicado en la Reclasificación 2011 no participante de la Copa Libertadores 2012 3.º mejor equipo ubicado en la Reclasificación 2011 no participante de la Copa Libertadores 2012 |
| Ecuador 4 cupos                 | Barcelona Liga de Loja Deportivo Quito Emelec                                      | Ganador de la primera etapa del Campeonato Ecuatoriano de 2012 2.º puesto de la primera etapa del Campeonato Ecuatoriano de 2012 Ganador de la segunda etapa del Campeonato Ecuatoriano de 2011 3.º puesto de la primera etapa del Campeonato Ecuatoriano de 2012 |
| Paraguay 4 cupos                | Olimpia Cerro Porteño Tacuary Guaraní                                              | Campeón en la temporada 2011 con mayor puntaje acumulado Mejor equipo ubicado en la tabla acumulada de la temporada 2011 no participante de la Copa Libertadores 2012 2.º mejor equipo ubicado en la tabla acumulada de la temporada 2011 no participante de la Copa Libertadores 2012 3.º mejor equipo ubicado en la tabla acumulada de la temporada 2011 no participante de la Copa Libertadores 2012 |
| Perú 4 cupos                    | Universidad San Martín León de Huánuco Unión Comercio Inti Gas                     | 4.º puesto del Campeonato Descentralizado 2011 5.º puesto del Campeonato Descentralizado 2011 6.º puesto del Campeonato Descentralizado 2011 7.º puesto del Campeonato Descentralizado 2011 |
| Uruguay 4 cupos                 | Nacional Cerro Largo Liverpool Danubio                                             | Campeón del Campeonato Uruguayo 2011-12 Mejor equipo ubicado en la tabla anual del Campeonato Uruguayo 2011-12 no participante de la Copa Libertadores 2013 2.º mejor equipo ubicado en la tabla anual del Campeonato Uruguayo 2011-12 no participante de la Copa Libertadores 2013 3.º mejor equipo ubicado en la tabla anual del Campeonato Uruguayo 2011-12 no participante de la Copa Libertadores 2013 |
| Venezuela 4 cupos               | Mineros de Guayana Deportivo Lara Monagas Deportivo Táchira                        | Campeón de la Copa Venezuela 2011 Mejor equipo ubicado en la tabla acumulada de la Primera División Venezolana 2011-12 Finalista de la Serie Pre-Sudamericana con mayor puntaje acumulado en la temporada 2011-12 Finalista de la Serie Pre-Sudamericana con menor puntaje acumulado en la temporada 2011-12 |

### Distribución geográfica de los equipos
Distribución geográfica de las sedes de los equipos participantes:

## Primera fase
Los clasificados de todas las asociaciones, exceptuando Argentina y Brasil, fueron separados en dos zonas, Sur y Norte, de acuerdo a la localización geográfica de cada país: la primera zona estuvo integrada por los equipos de Bolivia, Chile, Paraguay y Uruguay, y la segunda, por los de Colombia, Ecuador, Perú y Venezuela. Dentro de cada zona, se establecieron ocho llaves. Los 16 ganadores avanzaron a la segunda fase.

### Zona Sur
| Fechas                     | Local en la ida  | Global | Local en la vuelta     | Ida | Vuelta | Llave     |
| -------------------------- | ---------------- | ------ | ---------------------- | --- | ------ | --------- |
| 24 de julio y 7 de agosto  | Danubio          | 1:2    | Olimpia                | 0:0 | 1:2    | Ganador 1 |
| 31 de julio y 14 de agosto | Deportes Iquique | 2:4    | Nacional               | 2:0 | 0:4    | Ganador 2 |
| 2 y 9 de agosto            | Blooming         | 1:4    | Universidad Católica   | 1:1 | 0:3    | Ganador 3 |
| 26 de julio y 9 de agosto  | (v.) Guaraní     | 2:2    | Oriente Petrolero      | 0:1 | 2:1    | Ganador 4 |
| 25 de julio y 16 de agosto | Liverpool        | 5:1    | Universitario de Sucre | 3:0 | 2:1    | Ganador 5 |
| 26 de julio y 14 de agosto | Aurora           | 2:1    | Cerro Largo            | 2:1 | 0:0    | Ganador 6 |
| 24 de julio y 7 de agosto  | Tacuary          | 2:3    | Cobreloa               | 0:1 | 2:2    | Ganador 7 |
| 26 de julio y 8 de agosto  | O'Higgins        | 3:7    | Cerro Porteño          | 3:3 | 0:4    | Ganador 8 |

### Zona Norte
| Fechas                     | Local en la ida   | Global | Local en la vuelta        | Ida | Vuelta | Llave      |
| -------------------------- | ----------------- | ------ | ------------------------- | --- | ------ | ---------- |
| 2 y 14 de agosto           | Inti Gas          | 0:3    | Millonarios               | 0:0 | 0:3    | Ganador 9  |
| 31 de julio y 21 de agosto | Emelec            | 2:1    | Universidad de San Martín | 1:0 | 1:1    | Ganador 10 |
| 2 y 9 de agosto            | La Equidad        | 1:3    | Mineros de Guayana        | 0:1 | 1:2    | Ganador 11 |
| 25 de julio y 8 de agosto  | Deportivo Táchira | 1:5    | Barcelona                 | 0:0 | 1:5    | Ganador 12 |
| 31 de julio y 16 de agosto | Deportes Tolima   | 3:1    | Deportivo Lara            | 3:1 | 0:0    | Ganador 13 |
| 1 y 23 de agosto           | Deportivo Quito   | 4:2    | León de Huánuco           | 1:0 | 3:2    | Ganador 14 |
| 31 de julio y 15 de agosto | Unión Comercio    | 0:2    | Envigado                  | 0:0 | 0:2    | Ganador 15 |
| 2 y 15 de agosto           | Monagas           | 2:6    | Liga de Loja              | 0:2 | 2:4    | Ganador 16 |

## Segunda fase
Por ser el campeón de la Copa Sudamericana 2011, Universidad de Chile clasificó automáticamente a octavos de final como Octavo 10. Para determinar a los restantes 15 clasificados a las fases finales, se establecieron quince nuevas llaves. Los seis participantes de Argentina, por un lado, y los ocho de Brasil, por otro, conformaron siete de las llaves, determinadas según la plaza clasificatoria que ocupara cada equipo. En cada uno de los otros ocho cruces, se enfrentó un ganador de la Zona Norte con uno de la Zona Sur de la primera fase. Los 15 ganadores avanzaron a los octavos de final.
| Fechas                          | Local en la ida           | Global       | Local en la vuelta | Ida | Vuelta | Llave     |
| ------------------------------- | ------------------------- | ------------ | ------------------ | --- | ------ | --------- |
| 30 de agosto y 19 de septiembre | Guaraní                   | 3:5          | Millonarios        | 2:4 | 1:1    | Octavo 1  |
| 1 y 21 de agosto                | Bahia                     | 0:4          | São Paulo          | 0:2 | 0:2    | Octavo 2  |
| 28 de agosto y 20 de septiembre | Envigado                  | 1:2          | Liverpool          | 1:1 | 0:1    | Octavo 3  |
| 16 y 30 de agosto               | Argentinos Juniors        | 2:6          | Tigre              | 1:2 | 1:4    | Octavo 4  |
| 29 de agosto y 19 de septiembre | Mineros de Guayana        | 2:6          | Cerro Porteño      | 2:2 | 0:4    | Octavo 5  |
| 1 y 23 de agosto                | Atlético Goianiense       | 2:2 (4:2 p.) | Figueirense        | 1:1 | 1:1    | Octavo 6  |
| 28 de agosto y 18 de septiembre | Olimpia                   | 0:1          | Emelec             | 0:1 | 0:0    | Octavo 7  |
| 31 de julio y 22 de agosto      | (v.) Grêmio               | 3:3          | Coritiba           | 1:0 | 2:3    | Octavo 8  |
| 28 de agosto y 19 de septiembre | Cobreloa                  | 3:4          | Barcelona          | 0:0 | 3:4    | Octavo 9  |
| 29 de agosto y 18 de septiembre | (v.) Universidad Católica | 3:3          | Deportes Tolima    | 2:0 | 1:3    | Octavo 11 |
| 23 y 30 de agosto               | Colón                     | 5:2          | Racing Club        | 3:1 | 2:1    | Octavo 12 |
| 30 de agosto y 18 de septiembre | Deportivo Quito           | 5:2          | Aurora             | 2:1 | 3:1    | Octavo 13 |
| 22 y 29 de agosto               | Boca Juniors              | 3:3          | Independiente (v.) | 3:3 | 0:0    | Octavo 14 |
| 29 de agosto y 18 de septiembre | (v.) Liga de Loja         | 2:2          | Nacional           | 0:1 | 2:1    | Octavo 15 |
| 1 y 22 de agosto                | (v.) Palmeiras            | 3:3          | Botafogo           | 2:0 | 1:3    | Octavo 16 |

## Fases finales
Las fases finales estuvieron compuestas por cuatro etapas: octavos de final, cuartos de final, semifinales y final. A los 15 ganadores de la primera fase se les sumó Universidad de Chile, campeón de la Copa Sudamericana 2011. A los fines de establecer las llaves de los octavos de final, se tuvo en cuenta la denominación que se le asignó a cada equipo; en el caso de los cuadros que clasificaron desde la segunda fase, dicha denominación fue determinada por el nombre del cruce que ganaron en aquella instancia. De esa manera, el Octavo 1 enfrentó al Octavo 16, el 2 al 15, el 3 al 14, y así sucesivamente. Desde esta instancia inclusive en adelante, el equipo que ostentara menor número de orden que su rival de turno ejerció la localía en el partido de vuelta. En caso de que dos equipos de un mismo país alcanzaran la ronda de semifinales, se debía alterar, de ser necesario, el orden de las llaves para que ambos se enfrentaran en la mencionada instancia, a fin de evitar que puedan cruzarse en la final.

### Cuadro de desarrollo
|  | Octavos de final                  | Octavos de final                  | Octavos de final                  | Octavos de final                  | Octavos de final                  |   |    | Cuartos de final                 | Cuartos de final                 | Cuartos de final                 | Cuartos de final                 | Cuartos de final                 |  |   | Semifinales           | Semifinales           | Semifinales           | Semifinales           | Semifinales           |  |   | Final               | Final               | Final               | Final               | Final               |  |
|  | 25 de septiembre al 25 de octubre | 25 de septiembre al 25 de octubre | 25 de septiembre al 25 de octubre | 25 de septiembre al 25 de octubre | 25 de septiembre al 25 de octubre |   |    | 30 de octubre al 15 de noviembre | 30 de octubre al 15 de noviembre | 30 de octubre al 15 de noviembre | 30 de octubre al 15 de noviembre | 30 de octubre al 15 de noviembre |  |   | 22 al 29 de noviembre | 22 al 29 de noviembre | 22 al 29 de noviembre | 22 al 29 de noviembre | 22 al 29 de noviembre |  |   | 5 y 12 de diciembre | 5 y 12 de diciembre | 5 y 12 de diciembre | 5 y 12 de diciembre | 5 y 12 de diciembre |  |
|  |                                   |                                   |                                   |                                   |                                   |   |    |                                  |                                  |                                  |                                  |                                  |  |   |                       |                       |                       |                       |                       |  |   |                     |                     |                     |                     |                     |  |
|  |                                   |                                   |                                   |                                   |                                   |   |    |                                  |                                  |                                  |                                  |                                  |  |   |                       |                       |                       |                       |                       |  |   |                     |                     |                     |                     |                     |  |
|  | 1                                 | Millonarios                       | 1                                 | 3                                 | 4                                 |   |    |                                  |                                  |                                  |                                  |                                  |  |   |                       |                       |                       |                       |                       |  |   |                     |                     |                     |                     |                     |  |
|  | 1                                 | Millonarios                       | 1                                 | 3                                 | 4                                 |   |    |                                  |                                  |                                  |                                  |                                  |  |   |                       |                       |                       |                       |                       |  |   |                     |                     |                     |                     |                     |  |
|  | 16                                | Palmeiras                         | 3                                 | 0                                 | 3                                 |   |    |                                  |                                  |                                  |                                  |                                  |  |   |                       |                       |                       |                       |                       |  |   |                     |                     |                     |                     |                     |  |
|  | 16                                | Palmeiras                         | 3                                 | 0                                 | 3                                 |   | 1  | Millonarios                      | 0                                | 3                                | 3                                |                                  |  |   |                       |                       |                       |                       |                       |  |   |                     |                     |                     |                     |                     |  |
|  |                                   |                                   |                                   |                                   |                                   |   | 1  | Millonarios                      | 0                                | 3                                | 3                                |                                  |  |   |                       |                       |                       |                       |                       |  |   |                     |                     |                     |                     |                     |  |
|  |                                   |                                   | 8                                 | Grêmio                            | 1                                 | 1 | 2  |                                  |                                  |                                  |                                  |                                  |  |   |                       |                       |                       |                       |                       |  |   |                     |                     |                     |                     |                     |  |
|  | 8                                 | Grêmio                            | 8                                 | Grêmio                            | 1                                 | 1 | 2  | 1                                | 2                                | 3                                |                                  |                                  |  |   |                       |                       |                       |                       |                       |  |   |                     |                     |                     |                     |                     |  |
|  | 8                                 | Grêmio                            |                                   |                                   |                                   |   |    |                                  |                                  | 3                                |                                  |                                  |  |   |                       |                       |                       |                       |                       |  |   |                     |                     |                     |                     |                     |  |
|  | 9                                 | Barcelona                         | 0                                 | 1                                 | 1                                 |   |    |                                  |                                  |                                  |                                  |                                  |  |   |                       |                       |                       |                       |                       |  |   |                     |                     |                     |                     |                     |  |
|  | 9                                 | Barcelona                         | 0                                 | 1                                 | 1                                 |   |    |                                  |                                  |                                  |                                  |                                  |  | 1 | Millonarios           | 0                     | 1                     | 1                     |                       |  |   |                     |                     |                     |                     |                     |  |
|  |                                   |                                   |                                   |                                   |                                   |   |    |                                  |                                  |                                  |                                  |                                  |  | 1 | Millonarios           | 0                     | 1                     | 1                     |                       |  |   |                     |                     |                     |                     |                     |  |
|  |                                   |                                   | 4                                 | Tigre (v.)                        | 0                                 | 1 | 1  |                                  |                                  |                                  |                                  |                                  |  |   |                       |                       |                       |                       |                       |  |   |                     |                     |                     |                     |                     |  |
|  | 4                                 | Tigre                             | 4                                 | Tigre (v.)                        | 0                                 | 1 | 1  | 0                                | 4                                | 4                                |                                  |                                  |  |   |                       |                       |                       |                       |                       |  |   |                     |                     |                     |                     |                     |  |
|  | 4                                 | Tigre                             |                                   |                                   |                                   |   |    |                                  |                                  | 4                                |                                  |                                  |  |   |                       |                       |                       |                       |                       |  |   |                     |                     |                     |                     |                     |  |
|  | 13                                | Deportivo Quito                   | 2                                 | 0                                 | 2                                 |   |    |                                  |                                  |                                  |                                  |                                  |  |   |                       |                       |                       |                       |                       |  |   |                     |                     |                     |                     |                     |  |
|  | 13                                | Deportivo Quito                   | 2                                 | 0                                 | 2                                 |   | 4  | Tigre                            | 0                                | 4                                | 4                                |                                  |  |   |                       |                       |                       |                       |                       |  |   |                     |                     |                     |                     |                     |  |
|  |                                   |                                   |                                   |                                   |                                   |   | 4  | Tigre                            | 0                                | 4                                | 4                                |                                  |  |   |                       |                       |                       |                       |                       |  |   |                     |                     |                     |                     |                     |  |
|  |                                   |                                   | 5                                 | Cerro Porteño                     | 1                                 | 2 | 3  |                                  |                                  |                                  |                                  |                                  |  |   |                       |                       |                       |                       |                       |  |   |                     |                     |                     |                     |                     |  |
|  | 5                                 | Cerro Porteño                     | 5                                 | Cerro Porteño                     | 1                                 | 2 | 3  | 2                                | 2                                | 4                                |                                  |                                  |  |   |                       |                       |                       |                       |                       |  |   |                     |                     |                     |                     |                     |  |
|  | 5                                 | Cerro Porteño                     |                                   |                                   |                                   |   |    |                                  |                                  | 4                                |                                  |                                  |  |   |                       |                       |                       |                       |                       |  |   |                     |                     |                     |                     |                     |  |
|  | 12                                | Colón                             | 1                                 | 1                                 | 2                                 |   |    |                                  |                                  |                                  |                                  |                                  |  |   |                       |                       |                       |                       |                       |  |   |                     |                     |                     |                     |                     |  |
|  | 12                                | Colón                             | 1                                 | 1                                 | 2                                 |   |    |                                  |                                  |                                  |                                  |                                  |  |   |                       |                       |                       |                       |                       |  | 4 | Tigre               | 0                   | 0                   | 0                   |                     |  |
|  |                                   |                                   |                                   |                                   |                                   |   |    |                                  |                                  |                                  |                                  |                                  |  |   |                       |                       |                       |                       |                       |  | 4 | Tigre               | 0                   | 0                   | 0                   |                     |  |
|  |                                   |                                   | 2                                 | São Paulo                         | 0                                 | 2 | 2  |                                  |                                  |                                  |                                  |                                  |  |   |                       |                       |                       |                       |                       |  |   |                     |                     |                     |                     |                     |  |
|  | 2                                 | São Paulo (v.)                    | 2                                 | São Paulo                         | 0                                 | 2 | 2  | 1                                | 0                                | 1                                |                                  |                                  |  |   |                       |                       |                       |                       |                       |  |   |                     |                     |                     |                     |                     |  |
|  | 2                                 | São Paulo (v.)                    |                                   |                                   |                                   |   |    |                                  |                                  | 1                                |                                  |                                  |  |   |                       |                       |                       |                       |                       |  |   |                     |                     |                     |                     |                     |  |
|  | 15                                | Liga de Loja                      | 1                                 | 0                                 | 1                                 |   |    |                                  |                                  |                                  |                                  |                                  |  |   |                       |                       |                       |                       |                       |  |   |                     |                     |                     |                     |                     |  |
|  | 15                                | Liga de Loja                      | 1                                 | 0                                 | 1                                 |   | 2  | São Paulo                        | 2                                | 5                                | 7                                |                                  |  |   |                       |                       |                       |                       |                       |  |   |                     |                     |                     |                     |                     |  |
|  |                                   |                                   |                                   |                                   |                                   |   | 2  | São Paulo                        | 2                                | 5                                | 7                                |                                  |  |   |                       |                       |                       |                       |                       |  |   |                     |                     |                     |                     |                     |  |
|  |                                   |                                   | 10                                | Universidad de Chile              | 0                                 | 0 | 0  |                                  |                                  |                                  |                                  |                                  |  |   |                       |                       |                       |                       |                       |  |   |                     |                     |                     |                     |                     |  |
|  | 7                                 | Emelec                            | 10                                | Universidad de Chile              | 0                                 | 0 | 0  | 2                                | 0                                | 2                                |                                  |                                  |  |   |                       |                       |                       |                       |                       |  |   |                     |                     |                     |                     |                     |  |
|  | 7                                 | Emelec                            |                                   |                                   |                                   |   |    |                                  |                                  | 2                                |                                  |                                  |  |   |                       |                       |                       |                       |                       |  |   |                     |                     |                     |                     |                     |  |
|  | 10                                | Universidad de Chile              | 2                                 | 1                                 | 3                                 |   |    |                                  |                                  |                                  |                                  |                                  |  |   |                       |                       |                       |                       |                       |  |   |                     |                     |                     |                     |                     |  |
|  | 10                                | Universidad de Chile              | 2                                 | 1                                 | 3                                 |   |    |                                  |                                  |                                  |                                  |                                  |  | 2 | São Paulo (v.)        | 1                     | 0                     | 1                     |                       |  |   |                     |                     |                     |                     |                     |  |
|  |                                   |                                   |                                   |                                   |                                   |   |    |                                  |                                  |                                  |                                  |                                  |  | 2 | São Paulo (v.)        | 1                     | 0                     | 1                     |                       |  |   |                     |                     |                     |                     |                     |  |
|  |                                   |                                   | 11                                | Universidad Católica              | 1                                 | 0 | 1  |                                  |                                  |                                  |                                  |                                  |  |   |                       |                       |                       |                       |                       |  |   |                     |                     |                     |                     |                     |  |
|  | 3                                 | Liverpool                         | 11                                | Universidad Católica              | 1                                 | 0 | 1  | 1                                | 1                                | 2                                |                                  |                                  |  |   |                       |                       |                       |                       |                       |  |   |                     |                     |                     |                     |                     |  |
|  | 3                                 | Liverpool                         |                                   |                                   |                                   |   |    |                                  |                                  | 2                                |                                  |                                  |  |   |                       |                       |                       |                       |                       |  |   |                     |                     |                     |                     |                     |  |
|  | 14                                | Independiente                     | 2                                 | 2                                 | 4                                 |   |    |                                  |                                  |                                  |                                  |                                  |  |   |                       |                       |                       |                       |                       |  |   |                     |                     |                     |                     |                     |  |
|  | 14                                | Independiente                     | 2                                 | 2                                 | 4                                 |   | 14 | Independiente                    | 2                                | 1                                | 3                                |                                  |  |   |                       |                       |                       |                       |                       |  |   |                     |                     |                     |                     |                     |  |
|  |                                   |                                   |                                   |                                   |                                   |   | 14 | Independiente                    | 2                                | 1                                | 3                                |                                  |  |   |                       |                       |                       |                       |                       |  |   |                     |                     |                     |                     |                     |  |
|  |                                   |                                   | 11                                | Universidad Católica              | 2                                 | 2 | 4  |                                  |                                  |                                  |                                  |                                  |  |   |                       |                       |                       |                       |                       |  |   |                     |                     |                     |                     |                     |  |
|  | 6                                 | Atlético Goianiense               | 11                                | Universidad Católica              | 2                                 | 2 | 4  | 0                                | 3                                | 3                                |                                  |                                  |  |   |                       |                       |                       |                       |                       |  |   |                     |                     |                     |                     |                     |  |
|  | 6                                 | Atlético Goianiense               |                                   |                                   |                                   |   |    |                                  |                                  | 3                                |                                  |                                  |  |   |                       |                       |                       |                       |                       |  |   |                     |                     |                     |                     |                     |  |
|  | 11                                | Universidad Católica (v.)         | 2                                 | 1                                 | 3                                 |   |    |                                  |                                  |                                  |                                  |                                  |  |   |                       |                       |                       |                       |                       |  |   |                     |                     |                     |                     |                     |  |
|  | 11                                | Universidad Católica (v.)         | 2                                 | 1                                 | 3                                 |   |    |                                  |                                  |                                  |                                  |                                  |  |   |                       |                       |                       |                       |                       |  |   |                     |                     |                     |                     |                     |  |
|  |                                   |                                   |                                   |                                   |                                   |   |    |                                  |                                  |                                  |                                  |                                  |  |   |                       |                       |                       |                       |                       |  |   |                     |                     |                     |                     |                     |  |

- Nota: En cada llave, el equipo con la menor numeración es el que definió la serie como local.

### Octavos de final
| 2 de octubre de 2012, 21:45 (UTC-3) | Palmeiras                             | 3:1 (1:0) | Millonarios      | Estadio Pacaembú, São Paulo  |                              |
|                                     | Obina 12' · Tiago Real 53' · Luan 87' | Reporte   | Artur 84' (a.g.) | Árbitro(s): Patricio Loustau | Árbitro(s): Patricio Loustau |

| 23 de octubre de 2012, 19:45 (UTC-5) | Millonarios                                 | 3:0 (1:0) | Palmeiras | Estadio El Campín, Bogotá   |                             |
|                                      | Ortiz 34' · Rentería 60' (pen.) · Ochoa 76' | Reporte   |           | Árbitro(s): Víctor Carrillo | Árbitro(s): Víctor Carrillo |

| 26 de septiembre de 2012, 20:00 (UTC-5) | Barcelona | 0:1 (0:1) | Grêmio     | Estadio Monumental, Guayaquil |                             |
|                                         |           | Reporte   | Werley 44' | Árbitro(s): Georges Buckley   | Árbitro(s): Georges Buckley |

| 24 de octubre de 2012, 22:00 (UTC-2) | Grêmio                                | 2:1 (0:0) | Barcelona | Estadio Olímpico Monumental, Porto Alegre |                              |
|                                      | Perlaza 66' (a.g.) · Zé Roberto 90+1' | Reporte   | Mina 54'  | Árbitro(s): Patricio Loustau              | Árbitro(s): Patricio Loustau |

| 25 de septiembre de 2012, 17:15 (UTC-5) | Deportivo Quito      | 2:0 (0:0) | Tigre | Estadio Olímpico Atahualpa, Quito |                          |
|                                         | Lorca 52' · Vila 85' | Reporte   |       | Árbitro(s): Adrián Vélez          | Árbitro(s): Adrián Vélez |

| 25 de octubre de 2012, 21:45 (UTC-3) | Tigre                                                    | 4:0 (1:0) | Deportivo Quito | Estadio José Dellagiovanna, Victoria |                          |
|                                      | Maggiolo 10' · Díaz 77' (pen.) · Donatti 85' · Botta 88' | Reporte   |                 | Árbitro(s): Sandro Ricci             | Árbitro(s): Sandro Ricci |

| 27 de septiembre de 2012, 21:15 (UTC-3) | Colón     | 1:2 (1:1) | Cerro Porteño           | Estadio Brig. Gral. Estanislao López, Santa Fe |                          |
|                                         | Mugni 45' | Reporte   | Benítez 20' · Nanni 85' | Árbitro(s): Sandro Ricci                       | Árbitro(s): Sandro Ricci |

| 23 de octubre de 2012, 19:45 (UTC-3) | Cerro Porteño              | 2:1 (1:1) | Colón        | Estadio General Pablo Rojas, Asunción |                           |
|                                      | Nanni 11' · Dos Santos 69' | Reporte   | Gigliotti 1' | Árbitro(s): Darío Ubríaco             | Árbitro(s): Darío Ubríaco |

| 26 de septiembre de 2012, 20:00 (UTC-5) | Liga de Loja | 1:1 (1:1) | São Paulo           | Estadio Reina del Cisne, Loja |                            |
|                                         | Larrea 43'   | Reporte   | Bermúdez 36' (a.g.) | Árbitro(s): Julio Bascuñán    | Árbitro(s): Julio Bascuñán |

| 24 de octubre de 2012, 22:00 (UTC-2) | São Paulo | 0:0     | Liga de Loja | Estadio Morumbi, São Paulo |                            |
|                                      |           | Reporte |              | Árbitro(s): Julio Quintana | Árbitro(s): Julio Quintana |

| 2 de octubre de 2012, 19:15 (UTC-3) | Universidad de Chile       | 2:2 (1:2) | Emelec                      | Estadio Nacional, Santiago           |                                      |
|                                     | Gutiérrez 18' · Ubilla 46' | Reporte   | Figueroa 16' · De Jesús 41' | Árbitro(s): Marcelo de Lima Henrique | Árbitro(s): Marcelo de Lima Henrique |

| 24 de octubre de 2012, 19:45 (UTC-5) | Emelec | 0:1 (0:0) | Universidad de Chile | Estadio George Capwell, Guayaquil |                          |
|                                      |        | Reporte   | Gutiérrez 57'        | Árbitro(s): Saúl Laverni          | Árbitro(s): Saúl Laverni |

| 25 de septiembre de 2012, 21:30 (UTC-3) | Independiente           | 2:1 (1:0) | Liverpool | Estadio Libertadores de América, Avellaneda |                           |
|                                         | Vargas 6' · Rosales 49' | Reporte   | Núñez 85' | Árbitro(s): José Buitrago                   | Árbitro(s): José Buitrago |

| 24 de octubre de 2012, 20:15 (UTC-2) | Liverpool | 1:2 (1:0) | Independiente                 | Estadio Centenario, Montevideo |                         |
|                                      | Núñez 43' | Reporte   | Mancuello 48' · Battión 90+1' | Árbitro(s): Carlos Vera        | Árbitro(s): Carlos Vera |

| 3 de octubre de 2012, 20:15 (UTC-3) | Universidad Católica  | 2:0 (0:0) | Atlético Goianiense | Estadio San Carlos de Apoquindo, Santiago |                             |
|                                     | Silva 54' · Ramos 86' | Reporte   |                     | Árbitro(s): Enrique Cáceres               | Árbitro(s): Enrique Cáceres |

| 24 de octubre de 2012, 19:30 (UTC-2) | Atlético Goianiense                         | 3:1 (2:1) | Universidad Católica | Estadio Serra Dourada, Goiânia |                             |
|                                      | Joílson 13' · Reniê 35' · Márcio 49' (pen.) | Reporte   | Ríos 42'             | Árbitro(s): Carlos Amarilla    | Árbitro(s): Carlos Amarilla |

### Cuartos de final
| 30 de octubre de 2012, 21:50 (UTC-2) | Grêmio            | 1:0 (1:0) | Millonarios | Estadio Olímpico Monumental, Porto Alegre |                            |
|                                      | Marco Antônio 36' | Reporte   |             | Árbitro(s): Julio Bascuñán                | Árbitro(s): Julio Bascuñán |

| 15 de noviembre de 2012, 19:15 (UTC-5) | Millonarios                            | 3:1 (0:1) | Grêmio     | Estadio El Campín, Bogotá |                         |
|                                        | Cosme 60' · Rentería 80', 90+3' (pen.) | Reporte   | Werley 12' | Árbitro(s): Carlos Vera   | Árbitro(s): Carlos Vera |

| 1 de noviembre de 2012, 19:15 (UTC-3) | Cerro Porteño | 1:0 (1:0) | Tigre | Estadio General Pablo Rojas, Asunción |                           |
|                                       | Nanni 1'      | Reporte   |       | Árbitro(s): José Buitrago             | Árbitro(s): José Buitrago |

| 8 de noviembre de 2012, 21:45 (UTC-3) | Tigre                                                    | 4:2 (2:0) | Cerro Porteño            | Estadio José Dellagiovanna, Victoria |                            |
|                                       | Echeverría 18' · Botta 46' · Santander 50' · Donatti 74' | Reporte   | Salcedo 61' · Fabbro 70' | Árbitro(s): Martín Vázquez           | Árbitro(s): Martín Vázquez |

| 31 de octubre de 2012, 20:50 (UTC-3) | Universidad de Chile | 0:2 (0:2) | São Paulo            | Estadio Nacional, Santiago |                            |
|                                      |                      | Reporte   | Willian José 8', 18' | Árbitro(s): Martín Vázquez | Árbitro(s): Martín Vázquez |

| 7 de noviembre de 2012, 21:50 (UTC-2) | São Paulo                                                       | 5:0 (3:0) | Universidad de Chile | Estadio Pacaembú, São Paulo |                             |
|                                       | Jadson 4', 76' · Lucas Moura 21' · Luís Fabiano 28' · Tolói 64' | Reporte   |                      | Árbitro(s): Enrique Cáceres | Árbitro(s): Enrique Cáceres |

| 1 de noviembre de 2012, 21:45 (UTC-3) | Independiente                  | 2:2 (1:1) | Universidad Católica    | Estadio Libertadores de América, Avellaneda |                            |
|                                       | Tula 44' · Martínez 55' (a.g.) | Reporte   | Andía 2' · Castillo 70' | Árbitro(s): Leandro Vuaden                  | Árbitro(s): Leandro Vuaden |

| 8 de noviembre de 2012, 19:15 (UTC-3) | Universidad Católica | 2:1 (2:1) | Independiente | Estadio San Carlos de Apoquindo, Santiago |                             |
|                                       | Ríos 16', 38' (pen.) | Reporte   | Santana 35'   | Árbitro(s): Víctor Carrillo               | Árbitro(s): Víctor Carrillo |

### Semifinales
| 22 de noviembre de 2012, 21:45 (UTC-3) | Tigre | 0:0     | Millonarios | Estadio José Dellagiovanna, Victoria |                             |
|                                        |       | Reporte |             | Árbitro(s): Enrique Cáceres          | Árbitro(s): Enrique Cáceres |

| 29 de noviembre de 2012, 19:15 (UTC-5) | Millonarios | 1:1 (0:0) | Tigre          | Estadio El Campín, Bogotá |                           |
|                                        | Perlaza 90' | Reporte   | Echeverría 65' | Árbitro(s): Darío Ubríaco | Árbitro(s): Darío Ubríaco |

| 22 de noviembre de 2012, 19:15 (UTC-3) | Universidad Católica | 1:1 (0:1) | São Paulo | Estadio San Carlos de Apoquindo, Santiago |                        |
|                                        | Castillo 69'         | Reporte   | Tolói 21' | Árbitro(s): Omar Ponce                    | Árbitro(s): Omar Ponce |

| 28 de noviembre de 2012, 21:50 (UTC-2) | São Paulo | 0:0     | Universidad Católica | Estadio Morumbi, São Paulo |                       |
|                                        |           | Reporte |                      | Árbitro(s): Juan Soto      | Árbitro(s): Juan Soto |

### Final

#### Ida
| 5 de diciembre de 2012, 20:50 (UTC-3) | Tigre | 0:0     | São Paulo | Estadio La Bombonera, Buenos Aires                        |                                                           |
|                                       |       | Reporte |           | Asistencia: 48.000 espectadores Árbitro(s): Antonio Arias | Asistencia: 48.000 espectadores Árbitro(s): Antonio Arias |

| 17         | POR        | Damián Albil       |     |
| 23         | DEF        | Norberto Paparatto |     |
| 21         | DEF        | Mariano Echeverría |     |
| 2          | DEF        | Alejandro Donatti  |     |
| 22         | DEF        | Lucas Orbán        |     |
| 4          | MED        | Diego Ferreira     |     |
| 8          | MED        | Martín Galmarini   |     |
| 15         | MED        | Gastón Díaz        |     |
| 11         | MED        | Ramiro Leone       |     |
| 19         | DEL        | Rubén Botta        |     |
| 9          | DEL        | Ezequiel Maggiolo  | 77' |
| Entrenador | Entrenador | Néstor Gorosito    |     |

| 1          | POR        | Rogério Ceni  |     |
| 4          | DEF        | Rhodolfo      |     |
| 13         | DEF        | Paulo Miranda |     |
| 3          | DEF        | Rafael Tolói  |     |
| 6          | DEF        | Bruno Cortês  |     |
| 7          | MED        | Lucas Moura   |     |
| 5          | MED        | Wellington    |     |
| 15         | MED        | Denílson      |     |
| 10         | MED        | Jadson        | 60' |
| 17         | MED        | Osvaldo       |     |
| 9          | DEL        | Luís Fabiano  |     |
| Entrenador | Entrenador | Ney Franco    |     |

| 16 | DEL | Diego Ftacla | 77' |

| 16 | MED | Cícero | 60' |

| Amonestado | 71' | Rubén Botta        |
| Amonestado | 84' | Norberto Paparatto |

| Amonestado | 53' | Rafael Tolói |
| Amonestado | 61' | Rhodolfo     |
| Amonestado | 63' | Denílson     |

| Expulsado | 15' | Alejandro Donatti |

| Expulsado | 14' | Luís Fabiano |

| Árbitro             | Antonio Arias   |
| Árbitros asistentes | Rodney Aquino   |
| Árbitros asistentes | Darío Gaona     |
| Cuarto árbitro      | Enrique Cáceres |

| 17         | POR        | Damián Albil       |     |
| 23         | DEF        | Norberto Paparatto |     |
| 21         | DEF        | Mariano Echeverría |     |
| 2          | DEF        | Alejandro Donatti  |     |
| 22         | DEF        | Lucas Orbán        |     |
| 4          | MED        | Diego Ferreira     |     |
| 8          | MED        | Martín Galmarini   |     |
| 15         | MED        | Gastón Díaz        |     |
| 11         | MED        | Ramiro Leone       |     |
| 19         | DEL        | Rubén Botta        |     |
| 9          | DEL        | Ezequiel Maggiolo  | 77' |
| Entrenador | Entrenador | Néstor Gorosito    |     |

| 1          | POR        | Rogério Ceni  |     |
| 4          | DEF        | Rhodolfo      |     |
| 13         | DEF        | Paulo Miranda |     |
| 3          | DEF        | Rafael Tolói  |     |
| 6          | DEF        | Bruno Cortês  |     |
| 7          | MED        | Lucas Moura   |     |
| 5          | MED        | Wellington    |     |
| 15         | MED        | Denílson      |     |
| 10         | MED        | Jadson        | 60' |
| 17         | MED        | Osvaldo       |     |
| 9          | DEL        | Luís Fabiano  |     |
| Entrenador | Entrenador | Ney Franco    |     |

| 16 | DEL | Diego Ftacla | 77' |

| 16 | MED | Cícero | 60' |

| Amonestado | 71' | Rubén Botta        |
| Amonestado | 84' | Norberto Paparatto |

| Amonestado | 53' | Rafael Tolói |
| Amonestado | 61' | Rhodolfo     |
| Amonestado | 63' | Denílson     |

| Expulsado | 15' | Alejandro Donatti |

| Expulsado | 14' | Luís Fabiano |

| Árbitro             | Antonio Arias   |
| Árbitros asistentes | Rodney Aquino   |
| Árbitros asistentes | Darío Gaona     |
| Cuarto árbitro      | Enrique Cáceres |

#### Vuelta
El primer tiempo concluyó con victoria parcial de São Paulo por 2-0. 
El partido sería suspendido en el entretiempo tras los incidentes ocurridos contra el equipo visitante, donde serían atacados por la policía de San Pablo y decidirían no salir a jugar el segundo tiempo.
| 12 de diciembre de 2012, 21:50 (UTC-2)                             | São Paulo               | 2:0 (2:0) | Tigre | Estadio Morumbi, São Paulo                                |                                                           |
|                                                                    | Moura 22' · Osvaldo 27' | Reporte   |       | Asistencia: 67.042 espectadores Árbitro(s): Enrique Osses | Asistencia: 67.042 espectadores Árbitro(s): Enrique Osses |
| Partido finalizado en el entretiempo, cuando São Paulo ganaba 2-0. |                         |           |       |                                                           |                                                           |

| 1          | POR        | Rogério Ceni  |     |
| 13         | DEF        | Paulo Miranda |     |
| 3          | DEF        | Rafael Tolói  |     |
| 4          | DEF        | Rhodolfo      |     |
| 6          | DEF        | Bruno Cortês  |     |
| 5          | MED        | Wellington    |     |
| 15         | MED        | Denílson      |     |
| 10         | MED        | Jadson        |     |
| 7          | DEL        | Lucas Moura   |     |
| 17         | DEL        | Osvaldo       | 45' |
| 19         | DEL        | Willian José  |     |
| Entrenador | Entrenador | Ney Franco    |     |

| 17         | POR        | Damián Albil       |  |
| 13         | DEF        | Erik Godoy         |  |
| 21         | DEF        | Mariano Echeverría |  |
| 23         | DEF        | Norberto Paparatto |  |
| 22         | DEF        | Lucas Orbán        |  |
| 8          | MED        | Martín Galmarini   |  |
| 15         | MED        | Gastón Díaz        |  |
| 4          | MED        | Diego Ferreira     |  |
| 11         | MED        | Ramiro Leone       |  |
| 19         | DEL        | Rubén Botta        |  |
| 9          | DEL        | Ezequiel Maggiolo  |  |
| Entrenador | Entrenador | Néstor Gorosito    |  |

| 23 | DEF | Douglas | 45' |

|  |  |  |  |

| Anotado | 22' | Lucas Moura | 1:0 |
| Anotado | 27' | Osvaldo     | 2:0 |

|  |  |  |  |

| Amonestado | 32' | Denílson     |
| Amonestado | 38' | Rogério Ceni |
| Amonestado | 45' | Osvaldo      |

| Amonestado | 34' | Martín Galmarini |
| Amonestado | 42' | Erik Godoy       |
| Amonestado | 44' | Gastón Díaz      |

| Expulsado | 45' | Paulo Miranda |

|  |  |  |

| El árbitro Enrique Osses finalizó el partido tras los incidentes. |
| ----------------------------------------------------------------- |

| Árbitro             | Enrique Osses     |
| Árbitros asistentes | Francisco Mondria |
| Árbitros asistentes | Carlos Astroza    |
| Cuarto árbitro      | Julio Bascuñán    |

| 1          | POR        | Rogério Ceni  |     |
| 13         | DEF        | Paulo Miranda |     |
| 3          | DEF        | Rafael Tolói  |     |
| 4          | DEF        | Rhodolfo      |     |
| 6          | DEF        | Bruno Cortês  |     |
| 5          | MED        | Wellington    |     |
| 15         | MED        | Denílson      |     |
| 10         | MED        | Jadson        |     |
| 7          | DEL        | Lucas Moura   |     |
| 17         | DEL        | Osvaldo       | 45' |
| 19         | DEL        | Willian José  |     |
| Entrenador | Entrenador | Ney Franco    |     |

| 17         | POR        | Damián Albil       |  |
| 13         | DEF        | Erik Godoy         |  |
| 21         | DEF        | Mariano Echeverría |  |
| 23         | DEF        | Norberto Paparatto |  |
| 22         | DEF        | Lucas Orbán        |  |
| 8          | MED        | Martín Galmarini   |  |
| 15         | MED        | Gastón Díaz        |  |
| 4          | MED        | Diego Ferreira     |  |
| 11         | MED        | Ramiro Leone       |  |
| 19         | DEL        | Rubén Botta        |  |
| 9          | DEL        | Ezequiel Maggiolo  |  |
| Entrenador | Entrenador | Néstor Gorosito    |  |

| 23 | DEF | Douglas | 45' |

|  |  |  |  |

| Anotado | 22' | Lucas Moura | 1:0 |
| Anotado | 27' | Osvaldo     | 2:0 |

|  |  |  |  |

| Amonestado | 32' | Denílson     |
| Amonestado | 38' | Rogério Ceni |
| Amonestado | 45' | Osvaldo      |

| Amonestado | 34' | Martín Galmarini |
| Amonestado | 42' | Erik Godoy       |
| Amonestado | 44' | Gastón Díaz      |

| Expulsado | 45' | Paulo Miranda |

|  |  |  |

| El árbitro Enrique Osses finalizó el partido tras los incidentes. |
| ----------------------------------------------------------------- |

| Árbitro             | Enrique Osses     |
| Árbitros asistentes | Francisco Mondria |
| Árbitros asistentes | Carlos Astroza    |
| Cuarto árbitro      | Julio Bascuñán    |

|                                       |
| Bandera de Brasil                     |
| Campeón invicto São Paulo 1.er título |

## Estadísticas

### Goleadores
| Jugador          | Club                 | Goles | PJ |
| ---------------- | -------------------- | ----- | -- |
| Carlos Núñez     | Liverpool            | 5     | 6  |
| Fábio Renato     | Liga de Loja         | 5     | 6  |
| Jonathan Fabbro  | Cerro Porteño        | 5     | 8  |
| Wason Rentería   | Millonarios          | 5     | 9  |
| Michael Ríos     | Universidad Católica | 5     | 10 |
| Julio Bevacqua   | Deportivo Quito      | 4     | 6  |
| Roberto Nanni    | Cerro Porteño        | 4     | 6  |
| Wilberto Cosme   | Millonarios          | 4     | 9  |
| Alejandro Guerra | Mineros de Guayana   | 3     | 4  |
| Willian José     | São Paulo            | 3     | 7  |

### Asistentes
| Jugador              | Club          | Asistencias | PJ |
| -------------------- | ------------- | ----------- | -- |
| Julio dos Santos     | Cerro Porteño | 6           | 8  |
| Hernán Rodrigo López | Cerro Porteño | 3           | 5  |
| Jonathan Fabbro      | Cerro Porteño | 3           | 8  |
| Mayer Candelo        | Millonarios   | 3           | 9  |